# Ryon Howard
Ryon Howard (* 17. Oktober 1984) ist ein ehemaliger US-amerikanischer/deutscher Basketballspieler.

## Laufbahn
Howard spielte Basketball, American Football und Lacrosse an der Holderness School (US-Bundesstaat New Hampshire). Ab 2004 gehörte er zur Basketballmannschaft des Sacred Heart Colleges im Bundesstaat Connecticut. Im November 2006 verletzte er sich am Knie und fiel für die verbleibende Saison 2006/07 aus. 2009 schloss er am Sacred Heart College sein Wirtschaftsstudium ab. Anschließend begann er eine Karriere als Berufsbasketballspieler, die ihn nach Deutschland führte.
Howards erster Halt als Profi war im Spieljahr 2009/10 der BSV Wulfen in der 1. Regionalliga West. Er half maßgeblich mit, die Mannschaft zum Aufstieg in die 2. Bundesliga ProB zu führen, verpasste aber Teile der Saison, nachdem er sich im Januar 2010 einen Fußbruch zugezogen hatte.
Zur Saison 2010/2011 wechselte Howard zu den Dragons Rhöndorf in die 2. Bundesliga ProA. Dort sollte er helfen, den Aufsteiger und Meister der ProB 2010 zum Klassenerhalt zu führen. Nach dem Abstieg der Dragons wechselte Howard in die 1. Regionalliga West zurück und erhielt einen Vertrag bei den VfL AstroStars Bochum. Mit dem VfL gewann er in der Saison 2012/13 die Meisterschaft der 1. Regionalliga West und stieg somit erneut in die 2. Bundesliga ProB auf. Howard verlängerte daraufhin seinen Vertrag mit dem VfL und blieb auch in den folgenden Jahren Leistungsträger und Führungsspieler der Bochumer. Im Laufe seiner Zeit beim VfL nahm Howard die deutsche Staatsbürgerschaft an.
Sieben Jahre blieb Howard beim VfL, ehe er sich in die Regionalliga zurückzog und in der Sommerpause 2018 zu den Hertener Löwen wechselte. Anschließend spielte er ebenfalls in der Regionalliga bei der BSG Grevenbroich. Mitte Januar 2020 zog er sich seinen Kreuzbandriss zu, Anfang Februar 2020 wurde ihm in Grevenbroich das Traineramt des entlassenen Jason Price übertragen. Howard blieb bis zum Ende der Saison 2019/20 im Amt.

## Erfolge
- Aufstieg in die 2. Bundesliga ProB mit dem BSV Wulfen 2010
- Aufstieg in die 2. Bundesliga ProB mit dem VfL AstroStars Bochum 2013